# Janikowo (Poznań)
Janikowo – część i jednocześnie obszar Systemu Informacji Miejskiej (SIM) w północno-wschodnim fragmencie Poznania należąca do osiedla administracyjnego Główna, w granicach miasta od 1987 r. Część miejscowości nadal znajduje się poza granicami Poznania. Na obszarze poznańskiej części Janikowa znajduje się zakład produkcyjny firmy Wyborowa – dawny Polmos.

## Obszar
Według Systemu Informacji Miejskiej granice jednostki obszarowej Janikowo przebiegają:
- od północy wschodu i południa: rubieżą miasta
- od zachodu: od rubieży miasta ulicą Bałtycką, Janikowską i następnie w linii prostej skrajem terenów fabrycznych do rubieży miasta[1]

## Komunikacja
Dojazd zapewniają autobusy MPK Poznań linii 173 do przystanków: Janikowska n/ż, Prząśniczki n/ż, Janikowo.